# حمام محمد
حمام محمد مربوط به دوره صفوی است و در دهدشت، ۵۰ متریتری غرب مسجد جامع بافت تاریخی واقع شده و این اثر در تاریخ ۲۵ اسفند ۱۳۷۹ با شمارهٔ ثبت ۳۵۵۶ به‌عنوان یکی از آثار ملی ایران به ثبت رسیده است.